# Andreï Tikhonov
Pour les articles homonymes, voir Tikhonov.
Andreï Valerievitch Tikhonov (en russe : Андрей Валерьевич Тихонов), né le 16 octobre 1970 à Kaliningrad (aujourd'hui Korolev) dans l'oblast de Moscou, est un footballeur international russe ayant évolué aux postes d'attaquant et de milieu de terrain entre 1991 et 2012 avant de se reconvertir comme entraîneur.
En tant que joueur, Tikhonov est notamment connu pour son passage au Spartak Moscou avec qui il remporte huit fois le titre de champion de Russie entre 1992 et 2000 ainsi que deux fois la Coupe de Russie en 1994 et 1998, étant par ailleurs élu meilleur joueur de Russie par les journaux Football et Sport-Express en 1996. Après un bref passage en Israël au Maccabi Tel-Aviv, il évolue par la suite au Krylia Sovetov de 2000 à 2004 et en 2008 ainsi qu'au FK Khimki entre 2004 et 2007 et en 2010, devenant une grande figure de ces deux clubs. Ces passages sont également entrecoupés d'une brève aventure au Kazakhstan avec le Lokomotiv Astana en 2009. Il termine sa carrière professionnelle en retournant brièvement au Spartak en 2011. Il évolue également sous le maillot de la sélection de Russie entre 1996 et 2000, avec qui il dispute 29 matchs pour un but inscrit.
Il commence sa carrière d'entraîneur en intégrant le staff technique du Spartak Moscou en 2011 avant de prendre les rênes du Sparta Chtchiolkovo entre 2012 et 2013. Après de nouvelles expériences d'adjoint au Spartak et au FK Krasnodar, Tikhonov est nommé entraîneur du Ienisseï Krasnoïarsk en juin 2016, qu'il amène à un infructueux barrage de promotion de deuxième division. Il est par la suite nommé à la tête du Krylia Sovetov en juin 2017, avec qui il est promu en première division dès sa première année avant d'être renvoyé au mois d'octobre 2018 en raison de mauvais résultats. Il dirige le club kazakh du FK Astana entre octobre 2020 et novembre 2021.

## Biographie

### Jeunesse et formation
Tikhonov naît le 16 octobre 1970 dans la ville de Kaliningrad, aujourd'hui Korolev, dans l'oblast de Moscou. Étant jeune, il supporte alors le Dinamo Tbilissi, qui connaît une période faste durant la fin des années 1970 et le début des années 1980. Il intègre les équipes de jeunes du club local du Vympel à l'âge de neuf ans. Il effectue également un bref passage au Trudovyé Rezervy entre 1987 et 1988 avant d'être enrôlé dans l'armée à l'âge de 18 ans dans le cadre de son service militaire,, passant deux ans en tant que gardien de prison dans le kraï de Krasnoïarsk.

### Carrière de joueur

#### Premières années (1990-1992)
De retour de son service dans l'armée et envisageant alors de travailler comme docker, Tikhonov reprend finalement sa carrière dans le football sous l'influence de sa future femme et s'engage avec son club formateur du Vympel dans les divisions amateurs soviétiques en 1990. Après une saison prolifique avec trente-trois buts inscrits en trente-deux matchs, il est engagé par le Titan Reoutov en troisième division russe. Auteur d'un bon début de saison qui le voit inscrire dix buts en dix-huit matchs durant la première moitié de la saison 1992, il est repéré par l'entraîneur de l'équipe première du Spartak Moscou Oleg Romantsev au cours d'un match de championnat opposant le Titan à l'équipe réserve du club moscovite. Tikhonov est par la suite observé à plusieurs reprises par l'assistant de Romantsev Aleksandr Tarkhanov avant d'être mis à l'essai par le Spartak durant l'été 1992 et de s'engager avec le club quelques jours plus tard.

#### Spartak Moscou (1992-2000)
Pour sa première saison au club moscovite, Tikhonov évolue principalement avec la réserve du club en troisième division russe, où il inscrit vingt-deux buts en vingt-trois matchs, terminant meilleur buteur de son équipe et de la zone 3 du championnat, que la réserve remporte à l'issue de la saison. Il fait ses débuts en équipe première le 31 octobre 1992 à l'occasion d'un match de championnat face au Dynamo Moscou qui le voit jouer une vingtaine de minutes en remplacement de Nikolaï Pissarev à l'occasion d'une victoire 5-2.
Tikhonov s'impose progressivement en équipe première à partir de la saison 1993 qui le voit notamment inscrire son premier but en équipe première le 3 mai à l'occasion de la neuvième journée de championnat face au Dynamo Moscou, et disputer un total de sept matchs pour deux buts inscrits. Il fait également ses débuts en compétitions européennes la même année à l'occasion du match retour du premier tour de la Ligue des champions 1993-1994 face au Skonto Riga remporté 4-0 par les Moscovites le 29 septembre.
Dans un premier temps utilisé comme attaquant de pointe, Tikhonov est progressivement déplacé au poste de milieu gauche par l'entraîneur Romantsev à partir de la saison 1995. La saison 1996 est considérée par de nombreux experts comme sa plus réussie, le joueur participant activement à la reconquête du titre de champion de Russie ainsi qu'au parcours de son équipe en Ligue des champions, atteignant les quarts de finale de la compétition, en inscrivant vingt buts en quarante-six matchs dans ces deux compétitions, étant récompensé à l'issue de la saison en étant nommé footballeur russe de l'année par les journaux sportifs Futbol et Sport-Express,. Il prend également part à la campagne du club en Coupe UEFA lors de la saison 1997-1998, disputant neuf matchs alors que le Spartak atteint les demi-finales de la compétition avant d'être vaincu par l'inter Milan.
Titulaire indiscutable par la suite, Tikhonov devient progressivement capitaine à partir de 1998 et s'impose comme un symbole du club, devenant un des emblèmes du Spartak des années 1990. Son aventure moscovite prend cependant fin à l'issue de la 2000, notamment du fait d'une tension des relations avec l'entraîneur Romantsev mais également pour des raisons sportives, avec une saison compliquée pour le joueur lors des matchs importants de la saison en championnat et en Ligue des champions,. Il quitte le club sur huit titres de champion de Russie en neuf saisons, la saison 1995 étant la seule à lui avoir échappé, deux Coupes de Russie remportées en 1994 et 1998 et un total de 262 matchs disputés pour 90 buts inscrits. Il décrit son départ du Spartak comme le moment le plus difficile de sa carrière.

#### Passages au Krylia Sovetov et à Khimki (2000-2007)

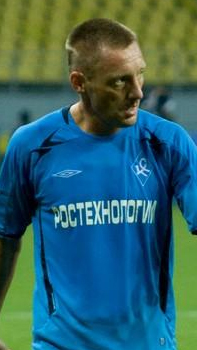
Tikhonov avec le Krylia Sovetov en 2008.

Âgé de trente ans, Tikhonov est recruté par le Krylia Sovetov Samara en fin d'année 2000 et prêté immédiatement au club israélien du Maccabi Tel-Aviv pour y terminer l'année, où il dispute huit matchs pour un but inscrit,. Il est sollicité durant le mois de février 2001 par le club anglais de Southampton pour une période d'essai, s'entraînant au sein du club et disputant même un match amical en France avec celui-ci, sans suite cependant.
Tikhonov évolue durant quatre saisons à Samara, période qui voit le club passer de la lutte pour le maintien à la quête des places européennes, avec notamment une participation à la Coupe Intertoto en 2002. Devenu rapidement une des idoles du club ainsi que son capitaine, il prend part à une des meilleures saisons de l'histoire du club lors de la saison 2004, qui le voit atteindre la troisième place du championnat ainsi que la finale de la Coupe de Russie. Il quitte cependant le club à la fin de cette même année.
Souhaitant retourner à Moscou, où le reste de sa famille habite encore, Tikhonov s'engage avec le FK Khimki, club de deuxième division, pour la saison 2005, et se fixe pour objectif de faire monter le club en première division. Après avoir contribué au parcours du club jusqu'en finale de la Coupe de Russie 2004-2005 en prenant part à sept matchs et inscrivant quatre buts, son objectif est accompli à l'issue de la saison 2006 qui voit Khimki remporter le championnat et être promu en première division, Tikhonov terminant meilleur buteur de son équipe avec vingt-deux buts inscrits cette année-là. Après une saison 2007 qui voit le club se maintenir aisément en tant que neuvième du championnat, il quitte le club à la fin de l'année.

#### Fin de carrière (2007-2011)
À la fin de son contrat avec Khimki, Tikhonov retrouve le Krylia Sovetov pour la saison 2008, contribuant à la huitième place de l'équipe en championnat en tant que principal meneur de jeu, avant de s'en aller pour le championnat kazakh au Lokomotiv Astana, alors entraîné par l'ancien spartakiste Sergei Yuran, dans le cadre de la saison 2009. Il y effectue sa dernière saison prolifique, inscrivant douze buts en vingt-cinq matchs de championnat alors que l'équipe termine vice-champion du Kazakhstan.
Le Lokomotiv rencontre cependant assez vite de gros problèmes financiers et se trouve incapables de payer une partie de ses joueurs, amenant aux départs d'une partie de ceux-ci, dont Tikhonov, qui s'en va au début du mois de mars 2010. Se trouvant dans l'incapacité de rejoindre un club de première division après la fin du marché des transfers, il décide de revenir au FK Khimki, depuis relégué à nouveau en deuxième division, contribuant au maintien du club et étant nommé parmi les meilleurs joueurs de la division à l'âge de 40 ans.

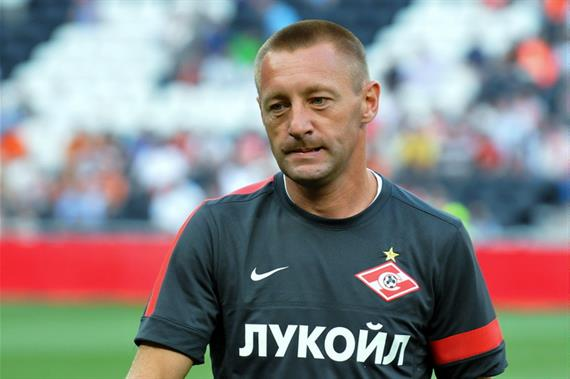
Tikhonov achève sa carrière professionnelle en 2011 sous les couleurs du Spartak.

En février 2011, Tikhonov est invité par l'entraîneur du Spartak Moscou Valeri Karpine à entrer dans l'encadrement du club en tant qu'adjoint pour la saison 2011-2012,. Il est finalement également inscrit dans l'effectif pour la saison, se voyant attribuer le numéro 90 en référence au 90e anniversaire du club lors de l'année 2012. Il dispute deux derniers matchs sous les couleurs spartakistes, d'abord face au FK Krasnodar durant les quarts de finale de la Coupe de Russie le 20 avril 2011, devenant le premier joueur du Spartak de plus de 40 ans avant de disputer un match d'adieu à l'occasion de la vingt-quatrième journée du championnat russe face au Krylia Sovetov le 18 septembre, durant lequel il délivre une passe décisive lors de la victoire 3-0 de son équipe avant d'être remplacé à la mi-temps par le jeune Aleksandr Kozlov, âgé de 18 ans.

### Carrière en sélection
Tikhonov fait ses débuts avec l'équipe nationale russe le 7 février 1996 à l'occasion d'un match amical face à l'équipe de Malte. Il inscrit son unique but en sélection quelques mois plus tard en marquant le premier but d'une victoire 4-0 de son équipe face au Luxembourg le 10 novembre de la même année dans le cadre des éliminatoires de la Coupe du monde 1998. Sous les couleurs de la Sbornaïa, Tikhonov dispute un total de vingt-neuf matchs pour un but inscrit, incluant six matchs de qualification pour le Mondial 1998 puis neuf autres pour l'Euro 2000, deux tournois pour lesquels la sélection russe ne parvient pas à se qualifier. Il dispute sa dernière rencontre internationale à l'occasion d'un match amical face à la Moldavie le 4 juin 2000.

### Carrière d'entraîneur

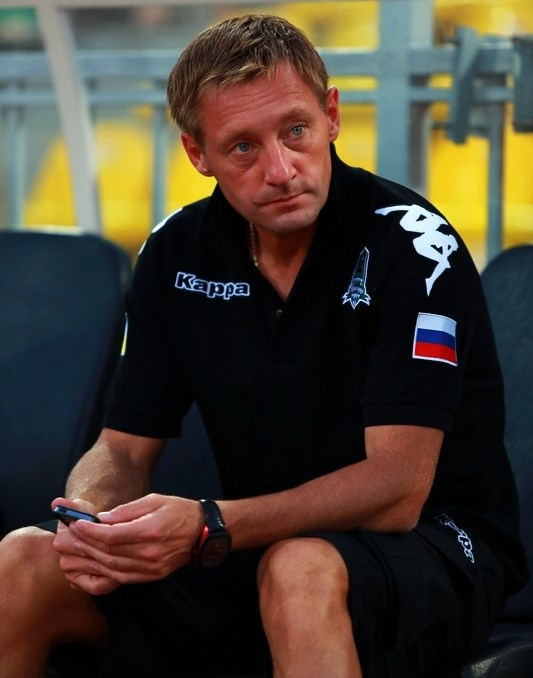
Tikhonov avec le FK Krasnodar en 2014.

Après la fin de sa carrière professionnelle, Tikhonov continue de faire partie du staff technique de Valeri Karpine en tant qu'adjoint jusqu'au départ de celui-ci à l'issue de la saison 2011-2012. Prenant le poste d'entraîneur du Sparta Chtchiolkovo, club de quatrième division russe, en juillet 2012, avant de s'inscrire rapidement en tant qu'entraîneur-joueur, il intègre en parallèle l'encadrement du centre de formation du Spartak en tant que directeur adjoint des affaires sportives. Avec le Sparta, il dispute un total de quatre matchs de championnat tandis que l'équipe remporte son groupe de quatrième division, ne pouvant cependant pas monter en troisième division en raison de la non-obtention d'une licence professionnelle par le club.
À la veille de la saison 2013-2014, Tikhonov décide de quitter le Sparta et réintègre le staff technique du Spartak Moscou à la suite du retour de Karpine à la tête de l'équipe première. À l'issue de son contrat avec le club en juin 2014, il rejoint le staff technique du FK Krasnodar dirigé par Oleg Kononov.
Tikhonov est nommé entraîneur principal du Ienisseï Krasnoïarsk, club de deuxième division, en juin 2016. Sous ses ordres, le club réalise une très bonne saison et parvient à se classer à la troisième place du classement à l'issue de la saison 2016-2017, mais ne parvient cependant pas à être promu après avoir échoué lors du barrage de promotion face à l'Arsenal Toula. Il quitte le club à l'issue de la saison pour rejoindre le Krylia Sovetov, tout juste relégué de première division, avec pour objectif une remontée immédiate, qu'il remplit à l'issue de la saison en terminant deuxième du championnat,. Il est cependant rapidement renvoyé dès le début du mois d'octobre 2018 alors que le club se classe avant-dernier du championnat après neuf journées.
À la mi-octobre 2020, Tikhonov fait son retour au FK Astana, c'est-à-dire l'ancien Lokomotiv Astana, où il prend la tête de l'équipe première. Le 27 octobre 2021, il est suspendu de toutes activités footballistiques au Kazakhstan pour deux années après que lui et ses joueurs aient temporairement refusés de revenir sur la pelouse pour la deuxième mi-temps de la rencontre face au Kaïrat Almaty lors de l'avant-dernière journée du championnat 2021 en guise de protestation contre l'arbitrage,. Astana termine par la suite deuxième derrière le Tobol Kostanaï, ayant notamment perdu la première place à l'issue de ce dernier match. Dans la foulée, le contrat de Tikhonov est résilié d'un commun accord le 5 novembre.

## Statistiques

### Statistiques de joueur
| Saison                | Club                    | Championnat           | Championnat | Championnat | Coupe(s) nationale(s) | Coupe(s) nationale(s) | Compétition(s) continentale(s) | Compétition(s) continentale(s) | Compétition(s) continentale(s) | Russie | Russie | Total | Total |
| Saison                | Club                    | Division              | M.          | B.          | M.                    | B.                    | Comp.                          | M.                             | B.                             | M.     | B.     | M.    | B.    |
| 1991                  | Vympel Kaliningrad      | D4                    | 32          | 33          | -                     | -                     | -                              | -                              | -                              | -      | -      | 32    | 33    |
| 1992                  | Titan Reoutov           | D3                    | 15          | 8           | 3                     | 2                     | -                              | -                              | -                              | -      | -      | 18    | 10    |
| Sous-total            | Sous-total              | Sous-total            | 47          | 41          | 3                     | 2                     | -                              | -                              | -                              | -      | -      | 50    | 43    |
| 1992                  | Spartak Moscou          | D1                    | 2           | 0           | 0                     | 0                     | -                              | -                              | -                              | -      | -      | 2     | 0     |
| 1993                  | Spartak Moscou          | D1                    | 7           | 2           | 0                     | 0                     | C1                             | 2                              | 0                              | -      | -      | 9     | 2     |
| 1994                  | Spartak Moscou          | D1                    | 20          | 9           | 4                     | 0                     | C1                             | 6                              | 2                              | -      | -      | 30    | 11    |
| 1995                  | Spartak Moscou          | D1                    | 20          | 7           | 1                     | 0                     | C1                             | 8                              | 1                              | -      | -      | 29    | 8     |
| 1996                  | Spartak Moscou          | D1                    | 34          | 16          | 3                     | 0                     | C3                             | 6                              | 4                              | 6      | 1      | 49    | 21    |
| 1997                  | Spartak Moscou          | D1                    | 24          | 10          | 1                     | 0                     | C1+C3                          | 2+9                            | 0+3                            | 5      | 0      | 41    | 13    |
| 1998                  | Spartak Moscou          | D1                    | 30          | 4           | 5                     | 4                     | C1                             | 8                              | 3                              | 5      | 0      | 48    | 11    |
| 1999                  | Spartak Moscou          | D1                    | 29          | 19          | 1                     | 0                     | C1+C3                          | 8+1                            | 5+0                            | 9      | 0      | 48    | 24    |
| 2000                  | Spartak Moscou          | D1                    | 25          | 1           | 4                     | 0                     | C1                             | 2                              | 0                              | 4      | 0      | 35    | 1     |
| Sous-total            | Sous-total              | Sous-total            | 191         | 68          | 19                    | 4                     | -                              | 52                             | 18                             | 29     | 1      | 291   | 91    |
| 2000-2001             | Maccabi Tel-Aviv (prêt) | D1                    | 8           | 1           | -                     | -                     | -                              | -                              | -                              | -      | -      | 8     | 1     |
| Sous-total            | Sous-total              | Sous-total            | 8           | 1           | -                     | -                     | -                              | -                              | -                              | -      | -      | 8     | 1     |
| 2001                  | Krylia Sovetov Samara   | D1                    | 29          | 4           | 4                     | 0                     | -                              | -                              | -                              | -      | -      | 33    | 4     |
| 2002                  | Krylia Sovetov Samara   | D1                    | 17          | 2           | 2                     | 0                     | CI                             | 1                              | 0                              | -      | -      | 20    | 2     |
| 2003                  | Krylia Sovetov Samara   | D1                    | 29          | 9           | 5                     | 2                     | -                              | -                              | -                              | -      | -      | 34    | 11    |
| 2004                  | Krylia Sovetov Samara   | D1                    | 23          | 4           | 8                     | 0                     | -                              | -                              | -                              | -      | -      | 31    | 4     |
| Sous-total            | Sous-total              | Sous-total            | 98          | 19          | 19                    | 2                     | -                              | 1                              | 0                              | -      | -      | 118   | 21    |
| 2005                  | FK Khimki               | D2                    | 41          | 15          | 7                     | 4                     | -                              | -                              | -                              | -      | -      | 48    | 19    |
| 2006                  | FK Khimki               | D2                    | 42          | 22          | 1                     | 0                     | -                              | -                              | -                              | -      | -      | 43    | 22    |
| 2007                  | FK Khimki               | D1                    | 28          | 4           | 2                     | 0                     | -                              | -                              | -                              | -      | -      | 30    | 4     |
| Sous-total            | Sous-total              | Sous-total            | 111         | 41          | 10                    | 4                     | -                              | -                              | -                              | -      | -      | 121   | 45    |
| 2008                  | Krylia Sovetov Samara   | D1                    | 28          | 7           | 1                     | 0                     | -                              | -                              | -                              | -      | -      | 29    | 7     |
| 2009                  | Lokomotiv Astana        | D1                    | 25          | 12          | 3                     | 0                     | -                              | -                              | -                              | -      | -      | 28    | 12    |
| 2010                  | FK Khimki               | D2                    | 29          | 2           | 1                     | 0                     | -                              | -                              | -                              | -      | -      | 30    | 2     |
| 2011-2012             | Spartak Moscou          | D1                    | 1           | 0           | 1                     | 0                     | -                              | -                              | -                              | -      | -      | 2     | 0     |
| 2012                  | Sparta Chtchiolkovo     | D4                    | 4           | 0           | -                     | -                     | -                              | -                              | -                              | -      | -      | 4     | 0     |
| Sous-total            | Sous-total              | Sous-total            | 87          | 21          | 5                     | 0                     | -                              | -                              | -                              | -      | -      | 92    | 21    |
| Total sur la carrière | Total sur la carrière   | Total sur la carrière | 542         | 191         | 56                    | 12                    | -                              | 53                             | 18                             | 29     | 1      | 680   | 222   |

### Statistiques d'entraîneur
| Sparta Chtchiolkovo   | juillet 2012    | 20 mai 2013     | 23  | 16  | 2  | 5  | 69,6 |
| Ienisseï Krasnoïarsk  | 14 juin 2016    | 31 mai 2017     | 48  | 26  | 7  | 15 | 54,2 |
| Krylia Sovetov Samara | 1er juin 2017   | 5 octobre 2018  | 56  | 35  | 5  | 16 | 62,5 |
| FK Astana             | 16 octobre 2020 | 5 novembre 2021 | 44  | 25  | 9  | 10 | 56,8 |
| Ienisseï Krasnoïarsk  | 10 janvier 2024 | en cours        | 4   | 3   | 0  | 1  | 75,0 |
| Total                 | Total           | Total           | 175 | 105 | 23 | 49 | 60,0 |

## Palmarès

### Palmarès de joueur
Spartak Moscou
- Champion de Russie en 1992, 1993, 1994, 1996, 1997, 1998, 1999 et 2000.
- Vice-champion de Russie en 2012.
- Vainqueur de la Coupe de Russie en 1994 et 1998.

 Krylia Sovetov Samara
- Finaliste de la Coupe de Russie en 2004.

 FK Khimki
- Finaliste de la Coupe de Russie en 2005.
- Champion de Russie de deuxième division en 2006.

 Lokomotiv Astana
- Vice-champion du Kazakhstan en 2009.

### Palmarès d'entraîneur
Krylia Sovetov Samara
- Vice-champion de Russie de deuxième division en 2018.